# Nikolaus P. Ernsting
Nikolaus P. Ernsting (* 26. September 1950 in Rheine) ist ein deutscher Chemiker (Physikalische Chemie).
Ernsting studierte von 1969 bis 1972 Chemie in Münster, 1972/73 in Dundee und danach in Bonn mit dem Diplom bei Sigrid Peyerimhoff 1976. Er wurde 1979 an der Heriot-Watt University in Edinburgh bei Josef Pfab promoviert (Spektroskopische Untersuchung von Nitrosomethan und perhalogenierten Nitrosomethanen) und war als Post-Doktorand an der University of Western Ontario bei John C. D. Brand. Von 1981 bis 1993 war er am Max-Planck-Institut für Biophysikalische Chemie in Göttingen bei Fritz Peter Schäfer (Abteilung Laserphysik) – ab 1984 mit fester Anstellung. Dort befasste er sich mit Spektroskopie von Farbstoffen im Düsenstrahl und ab 1987 mit Kurzzeitspektroskopie. Er habilitierte sich 1992 an der Universität Göttingen (Der primäre Reaktionsschritt in ausgesuchten photochromen Systemen). Ab 1993 war er Professor für Physikalische und Theoretische Chemie an der Humboldt-Universität Berlin, an der er von 1995 bis 1997 Direktor des Chemischen Instituts war. 2016 wurde er emeritiert.
Er befasst sich mit Physikalischer und Theoretischer Chemie, Photochemie, Moleküldynamik und Femtosekunden-Spektroskopie und speziell zeitaufgelöstem optischen Kerr-Effekt von Flüssigkeiten, optische Spektroskopie isolierter organischer Chromophore, schnellen Photoreaktionen organischer Chromophoren in Flüssigkeiten (Protonen- und Ladungstransfer, Isomerisierungen) und Solvationsdynamik von Farbstoffen.
1998 erhielt er den Gottfried Wilhelm Leibniz-Preis.